# Controvérsia do materialismo
A controvérsia do materialismo foi uma controvérsia filosófica que ocorreu na Alemanha durante a segunda metade do século XIX, acerca da relação entre as ciências naturais e o materialismo, mais precisamente o possível viés intrinsicamente materialista das ciências. Seus efeitos no contexto filosófico alemão, os alinhamentos que produziu e os problemas que trouxe à tona, terminaram por moldar profundamente a filosofia alemã, constituindo-se um dos eventos filosóficos mais relevantes de sua história, ainda que pouco reconhecido desde então.  O materialismo reivindicado nesse período era uma modalidade de mecanicismo, fundamentado no imaginário científico, e tendendo ao ateísmo, enquanto que o outro lado da controvérsia mobilizava temáticas de caráter religioso, moral e vitalista. Em boa medida, repetia elementos da controvérsia do panteismo que impactou a filosofia alemã do século XVIII.
A contenda sinalizou a formação de uma materialismo científico animado pelo marcante crescimento das ciências da vida desde o início do século, especialmente os desenvolvimentos teóricos que contestavam as explicações vitalistas dos fenômenos orgânicos, que faziam apelo a uma espécie de poder vital, Lebenskraft, irredutível ao mecanicismo do mundo material. Adicionalmente, a recepção do darwinismo na alemanha na década de 1860 impulsionou ainda mais a obsolescência da teleologia e do organicismo até então prevalente no pensamento filosófico germânico.
A origem da disputa pode ser localizada na conferência de Rudolph Wagner realizada em setembro de 1854, no Instituto de Fisiologia de Göttingen, intitulada Menschenschöpfung und Seelensubstanz ("A criação humana e a substância da alma"), cujo foco era a questão da origem humana e a morte, e o estado da contribuição científica em explicar esses mistérios. O desenrolar da controvérsia pode ser organizado em duas fases - um debate prevalentemente filosófico entre materialistas e idealistas, de 1854 e até 1863; e, a partir de então, uma discussão acerca da teoria darwinista da seleção natural. Uma conferência famosa proferida por Ernst Haeckel, sobre o darwinismo, marca a transição entre ambas as fases.